# Іпотешть (Ботошань)
Іпотешть, Іпотешті (рум. Ipotești) — село у повіті Ботошані в Румунії. Адміністративний центр комуни Міхай-Емінеску.
Село розташоване на відстані 371 км на північ від Бухареста, 8 км на захід від Ботошань, 103 км на північний захід від Ясс.

## Населення
За даними перепису населення 2002 року у селі проживали 642 особи, усі — румуни. Усі жителі села рідною мовою назвали румунську.